# Abraham Bos
Abraham Paulus Bos (Baarn, 1943) is een gepensioneerde hoogleraar in oude kerkvaders en filosofie aan de Vrije Universiteit van Amsterdam. Bos is gespecialiseerd in de filosofie van Aristoteles, christelijk geloof en Griekse filosofie en gnostiek.
In zijn onderzoek legt Bos de nadruk op de wijsgerige theologie van de Griekse filosofen, Plato en Aristoteles en de doorwerking daarvan in de filosofie van Philo van Alexandrië. 
In de periode 1962-1968 studeerde Bos wijsbegeerte aan de VU te Amsterdam. Van 1960-1966 studeerde hij aan dezelfde instelling Klassieke Letteren. In 1971 promoveerde hij tot doctor in de wijsbegeerte op een proefschrift over Aristoteles' geschrift De Caelo onder de titel Een Onderzoek naar de kosmologie van Aristoteles in de Eerste Jaren van zijn wijsgerige activiteit. Het was een studie van de kosmologie van Aristoteles in de eerste jaren van zijn filosofische activiteit. Zijn inaugurele rede in 1976 was Providentia Divina: Het Thema van de Goddelijke Pronoia bij Plato en Aristoteles.

## Publicaties
- met J N. Kraay. On the Elements: Aristotle's Early Cosmology. Assen: Van Gorcum, 1973. ISBN 9789023210276 (gebaseerd op zijn doktorale sciptie)
- Cosmic and Meta-Cosmic Theology in Aristotle's Lost Dialogues. Leiden u.a: Brill, 1989 ISBN 9789004091559
  - Vertaald in het Italiaans als Teologia cosmica e metacosmica: per una nuova interpretazione dei dialoghi perduti di Aristotele ISBN 9788834302934
- The Soul and Its Instrumental Body: A Reinterpretation of Aristotle's Philosophy of Living Nature. Leiden, Netherlands: Brill, 2003. ISBN 9789004130166
- met Rein Ferwerda: Aristotle, on the Life-Bearing Spirit (de Spiritu): A Discussion with Plato and His Predecessors on Pneuma As the Instrumental Body of the Soul: Introduction, Translation, and Commentary. Leiden : Brill, 2008. ISBN 9789004164581, a book found in 416 libraries according to WorldCat[3]

- Bibsys: 90372101
- Bibliothèque nationale de France: cb121398029 (data)
- CiNii: DA04925944
- Gemeinsame Normdatei: 139690263
- International Standard Name Identifier: 0000 0001 1598 3327
- Library of Congress Control Number: n86098165
- NARCIS: PRS1235442
- Nationale Bibliotheek van Israël: 987007455247305171
- Nationale en Universitaire bibliotheek Zagreb: 000036783
- Nederlandse Thesaurus van Auteursnamen: 072607890
- Système universitaire de documentation: 029860180
- Virtual International Authority File: 14806421
- WorldCat: E39PBJwp3Fvb8HRhF9CtgF69Xd